# VVV Cadeaukaart

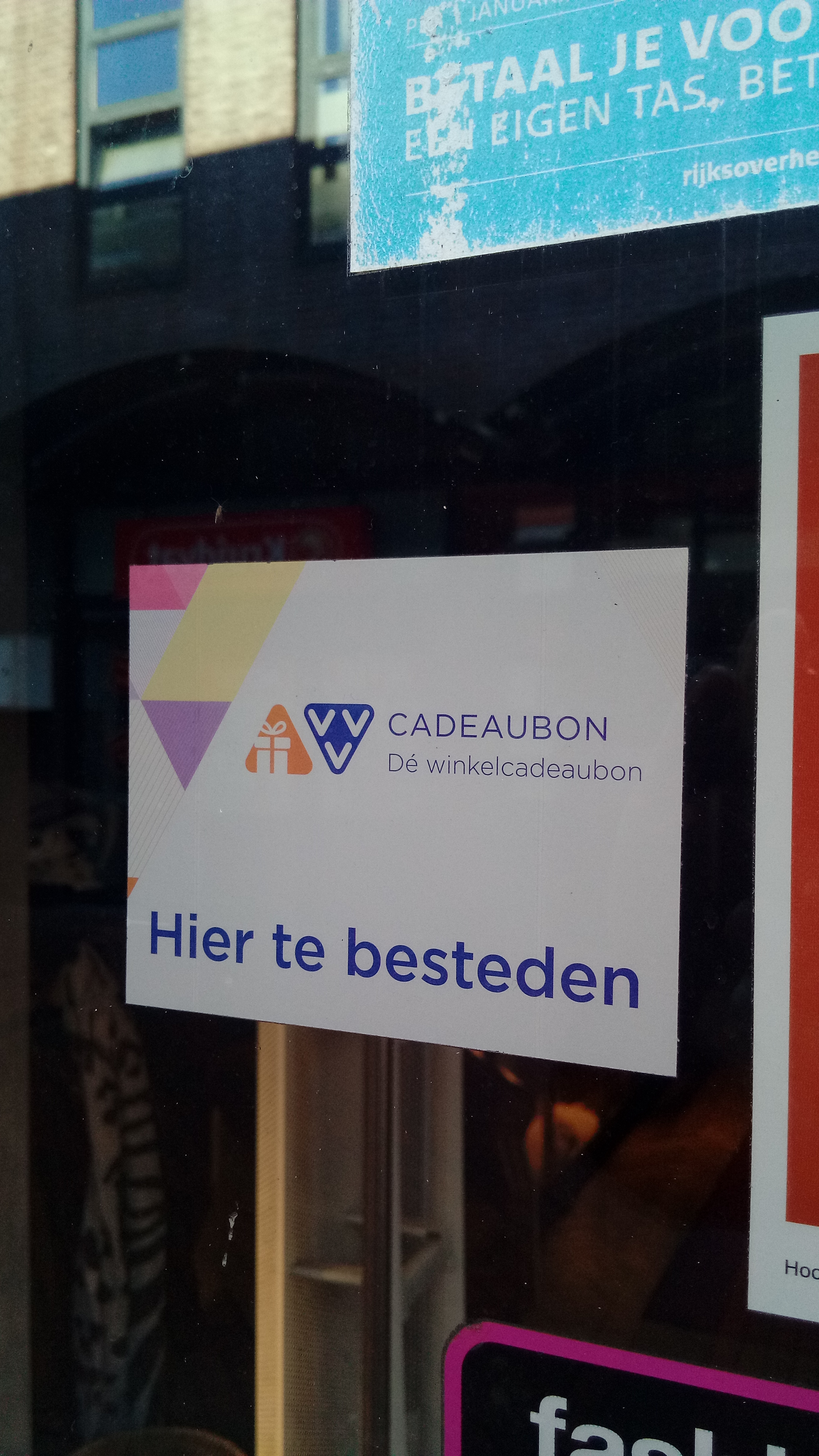
Winkels kunnen op hun gevel aantonen dat ze de VVV Cadeaubon accepteren.

De VVV Cadeaukaart (opvolger van de VVV Geschenkbon, VVV Irischeque en de VVV Cadeaubon) is een cadeaukaart die in Nederland wordt uitgegeven, door VVV Cards B.V., en bij meerdere winkels en webshops ingewisseld kan worden. De ontvanger kan hierdoor zelf kiezen waar hij of zij de kaart aan wenst te besteden. De cadeaukaart is bij ruim 18.000 bedrijven te besteden. 

## Geschiedenis
De voorloper van de cadeaukaart was de VVV Geschenkbon, die ook wel de VVV bon werd genoemd. De eerste geschenkbon werd geïntroduceerd in 1966 door directeur D.J.F. Wilmink van de VVV Hengelo en had een lokaal karakter. Andere regio's volgde al snel het initiatief uit Hengelo. Door het grote succes werd er in 1974 besloten tot het invoeren van een landelijke geschenkbon, hiertoe werd de stichting Landelijke Geschenkenbonnen VVV in het leven geroepen.
Door de komst van de euro in 2002 werd de VVV Geschenkbon vervangen door de VVV Irischeque. In 2010 werd de naam aangepast tot VVV Cadeaubon.
In 2015 werd naast de bestaande cadeaubon de VVV Giftcard geïntroduceerd.  Deze equivalent van de papieren bon kon worden besteed bij aangesloten webshops, in delen of in een keer. Bij de lancering van de giftcard waren direct 130 webshops aangesloten.
In 2017 werd de papieren cadeaubon en de giftcard vervangen door de plastic VVV Cadeaukaart. Deze nieuwe kaart is ook online te besteden en kan in delen gebruikt worden. 
Sinds 2019 zijn de fysieke plastic kaarten vervangen door kaarten gemaakt van FSC-gecertificeerd papier.

## Provisie
Acceptanten, zoals winkeliers en webshops, dragen een provisie, per verzilverde kaart, af aan het bedrijf achter de cadeaukaart. In 2014 werd deze provisie verhoogd van 4,5 naar 6 procent. In 2017 werd de provisie nog eens verhoogd naar 10 procent.

## Trivia
- De VVV Cadeaukaart voldoet aan de eisen van het Keurmerk Cadeaukaarten.
- Het uitstaande saldo staat op een aparte stichting derdengelden rekening die onder toezicht van DNB en AFM staat. [12] Doordat hier kosten aan verbonden zijn worden er na een periode van drie jaar, jaarlijks kosten in rekening gebracht die verrekend wordt met het tegoed.[13]